# 陶港镇
陶港镇，是中华人民共和国湖北省黃石市阳新县下辖的一个乡镇级行政单位。

## 行政区划
陶港镇下辖以下地区：
官塘村、朱应村、上徐村、五马村、江荣村、陶港村、王桥村、青龙村、龙门村、碧山村、碧庄村、向录村、程法村、李才村和网湖村。